# Clothilde (480-545)

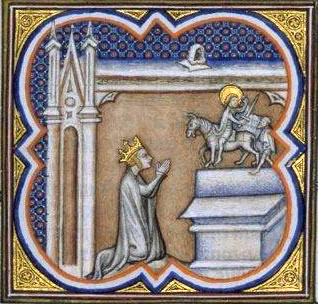
Clothilde

Clothilde, ook wel Chrodechildis, Chrodichildis, Chlotilde of Clotilde (ca. 480 - Tours, 3 juni 545), was een Bourgondische prinses. Zij was de dochter van Chilperik, koning van Bourgondië die in 493 vermoord werd door haar oom koning Gundobad.
Na de moord op haar ouders vond Clothilde bescherming bij haar oom Godigisel in Genève. Zij trouwt daarna met de Frankische koning Clovis I (zijn tweede huwelijk), op voorwaarde dat die haar christelijk geloof zou respecteren,  Clovis I werd zelfs Christen en had zich laten dopen. Het lukt haar niet om hem te bekeren, maar ze mag wel haar kinderen laten dopen. Als hun oudste zoon sterft na zijn doopsel en de tweede zoon zwaar ziek wordt, ook na zijn doopsel, wijt Clovis dat aan de god van zijn vrouw. Wanneer uiteindelijk de tweede zoon geneest en Clovis een veldslag tegen de Alemannen wint, laat Clovis zich op kerstdag 498 in Reims dopen door bisschop Remigius. De juistheid van deze datum is discutabel: ook 497, 498, 499, 507 en 508 worden als mogelijkheid genoemd.
Clovis en Clothilde kregen samen drie zonen: Chlodomer, Childebert I en Chlotharius I, en een dochter: Clothilde.
Na de dood van Clovis in 511 reist Clothilde het land door en sticht alom kloosters. In 523 zet ze haar zoons volgens een legende aan tot een veldtocht tegen Bourgondië. Historici als Godefroid Kurth zien dit verhaal als niet authentiek. Als haar zoon Chlodomer daarbij in 524 sneuvelt, probeert ze uit alle macht het leven en het erfdeel van zijn drie jonge kinderen te beschermen tegen hun ooms. Deze ooms zenden een bode aan hun grootmoeder met een zwaard (de dood) en een schaar (afknippen van de haren en intrede in een klooster) en de vraag om daartussen te kiezen. In haar woede antwoordt Clothilde dat ze dan liever ziet dat de jongens sterven. Als de bode met dit antwoord terugkeert, worden twee jongens inderdaad door hun ooms gedood. De derde jongen, Clodoald, kan vluchten, ziet af van zijn rechten op de troon, en treedt in een klooster. Volgens andere bronnen zou dit verhaal echter niet waar zijn. Ze heeft bovendien een verbond tussen haar man en de vader van de heerser van Bourgondië bevorderd. Na het sterven van de jongens verlaat Clothilde Parijs in diepe rouw. Ze sticht een vrouwenklooster in Tours dat is gewijd aan Petrus, en trekt zich daarin terug. Verder wijdt ze haar leven aan zorg voor de zieken en de armen.

## Verering als heilige
Clothilde werd heilig verklaard door paus Pelagius II en is de patroonheilige van de vrouwen, de lammen en de notarissen. Zij wordt aangeroepen tegen koorts, kinderziekten, de plotse dood en voor de bekering van de echtgenoten. Haar feestdag is op 3 juni.